# Áron Szilágyi
Áron Szilágyi (Budapeste, 14 de janeiro de 1990) é um esgrimista húngaro, bicampeão olímpico no sabre.

## Carreira

### Rio 2016
Áron Szilágyi representou seu país nos Jogos Olímpicos de Verão de 2016, no sabre. Conseguiu a medalha de ouro no Esgrima nos Jogos Olímpicos de Verão de 2016 - Sabre individual masculino.

### Tóquio 2020
Em 2020, conquistou o ouro no sabre individual.